# آلبرتو اسپینولا
آلبرتو اسپینولا (ایتالیایی: Alberto Spinola؛ ۱۱ مه ۱۹۴۳ – اوت ۲۰۱۸) بازیکن واترپلو اهل ایتالیا بود. وی در بازی‌های المپیک تابستانی ۱۹۶۴ شرکت کرده‌است.